# ميلادين كوزلينا
ميلادين كوزلينا (بالسلوفينية: Miladin Kozlina) مواليد 11 فبراير 1983 في تسليه، هو لاعب كرة يد سلوفيني يلعب كظهير أيسر. يلعب حاليا مع نادي مندن لكرة اليد ويحمل الرقم 5. مثل منتخب سلوفينيا لكرة اليد. شارك في دورة الألعاب الأولمبية الصيفية سنة 2004.

## المسيرة الاحترافية
لعب مع نادي تسليه لكرة اليد في الدوري السلوفيني من سنة 2003 إلى 2011، ثم لعب مع فغيش أوف غوبينغن في الدوري الألماني في سنة 2011، ثم لعب مع نادي فاردار لكرة اليد في موسم 2013–2014، ثم لعب مع نادي مندن لكرة اليد في الدوري الألماني في سنة 2014.

## سجل المنافسة
شارك في البطولات التالية:
- بطولة العالم لكرة اليد للرجال 2015

## روابط خارجية
- ميلادين كوزلينا على موقع الاتحاد الأوروبي لكرة اليد (الإنجليزية)
- ميلادين كوزلينا على موقع أوليمبيديا (الإنجليزية)